# Conesus Lake
Conesus Lake – jednostka osadnicza w Stanach Zjednoczonych, w stanie Nowy Jork, w hrabstwie Livingston.